# Henrique da Silva (lekkoatleta)
Henrique da Silva (ur. 6 lutego 1993) – brazylijski lekkoatleta specjalizujący się w trójskoku.
W 2010 został mistrzem Ameryki Południowej juniorów młodszych. Rok później zdobył srebro juniorskiego czempionatu Ameryki Południowej w Medellínie. Piąty zawodnik mistrzostw świata juniorów w Barcelonie (2012). Medalista juniorskich mistrzostw Brazylii.
Rekord życiowy: 16,04 (15 lipca 2012, Barcelona).

## Osiągnięcia
| Rok  | Impreza                                            | Miejsce   | Lokata     | Wynik |
| ---- | -------------------------------------------------- | --------- | ---------- | ----- |
| 2010 | Mistrzostwa Ameryki Południowej juniorów młodszych | Santiago  | 1. miejsce | 15,16 |
| 2011 | Mistrzostwa Ameryki Południowej juniorów           | Medellín  | 2. miejsce | 15,72 |
| 2012 | Mistrzostwa świata juniorów                        | Barcelona | 5. miejsce | 16,04 |